# Жанні Лонго
Жанні Лонго (фр. Jeannie Longo; нар. 31 жовтня 1958) — французька велогонщиця, олімпійська чемпіонка, учасниця семи Олімпіад.

## Виступи на Олімпіадах
| Олімпіада         | Дисципліна                                      | Місце |
| ----------------- | ----------------------------------------------- | ----- |
| Лос-Анджелес 1984 | особиста шосейна гонка                          | 6     |
| Сеул 1988         | особиста шосейна гонка                          | 21    |
| Барселона 1992    | особиста шосейна гонка                          | 2     |
| Барселона 1992    | Індивідуальна гонка переслідування, 3000 метрів | 5     |
| Атланта 1996      | особиста шосейна гонка                          | 1     |
| Атланта 1996      | шосейна гонка з роздільним стартом              | 2     |
| Сідней 2000       | особиста шосейна гонка                          | 26    |
| Сідней 2000       | шосейна гонка з роздільним стартом              | 3     |
| Афіни 2004        | особиста шосейна гонка                          | 10    |
| Афіни 2004        | шосейна гонка з роздільним стартом              | 14    |
| Пекін 2008        | особиста шосейна гонка                          | 24    |
| Пекін 2008        | шосейна гонка з роздільним стартом              | 4     |